# Parastasia kraatzi
Parastasia kraatzi är en skalbaggsart som beskrevs av Ohaus 1900. Parastasia kraatzi ingår i släktet Parastasia och familjen Rutelidae. Inga underarter finns listade i Catalogue of Life.